# MAN
Die MAN SE (ehemals Maschinenfabrik Augsburg-Nürnberg) war ein börsennotierter Fahrzeug- und Maschinenbaukonzern mit Sitz in München. Die MAN SE wurde am 1. September 2021 auf die Traton SE verschmolzen und aus dem Handelsregister gelöscht. Der Nutzfahrzeughersteller MAN Truck & Bus SE bleibt weiterhin als Tochtergesellschaft von Traton bestehen.

## Unternehmensentwicklung

### Gründung

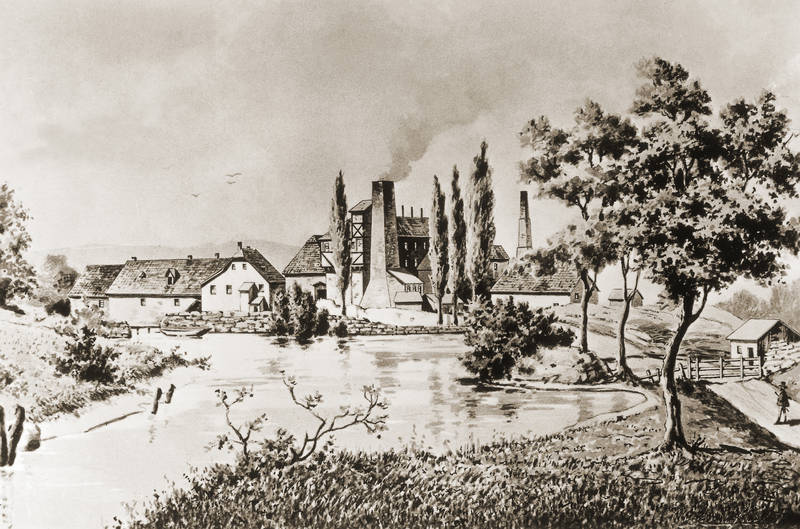
St.-Antony-Hütte

Die Wurzeln des MAN-Konzerns liegen einerseits im Ruhrgebiet und andererseits in Süddeutschland. Als ältestes Vorläufer-Unternehmen gilt die 1758 von Franz von der Wenge gegründete Eisenhütte St. Antony in Oberhausen, die zugleich den Ursprung der Montanindustrie im Ruhrgebiet markiert. Im Jahr 1808 wurde sie mit zwei benachbarten Eisenhütten zur Hüttengewerkschaft Jacobi, Haniel & Huyssen zusammengeschlossen, aus der 1873 wiederum die „Gutehoffnungshütte, Aktienverein für Bergbau und Hüttenbetrieb in Sterkrade“ (GHH) hervorging.

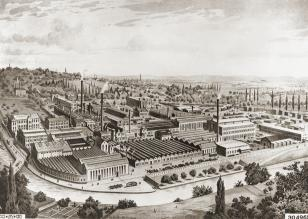
Sander’sche Maschinenfabrik

Unabhängig davon gründete Ludwig Sander (1790–1877) zusammen mit Jean Gaspard Dollfus (1812–1889) 1840 in Augsburg das erste Vorläuferunternehmen von MAN in Süddeutschland, die Sander’sche Maschinenfabrik. Aus ihr wurde die C. Reichenbach’sche Maschinenfabrik, benannt nach dem Druckmaschinenpionier Carl August Reichenbach, und später die Maschinenfabrik Augsburg. 1898 fusionierte sie mit der 1841 in Nürnberg gegründeten Maschinenbau-Actiengesellschaft Nürnberg zur Maschinenfabrik Augsburg-Nürnberg AG und 1908 schließlich zur M. A. N.

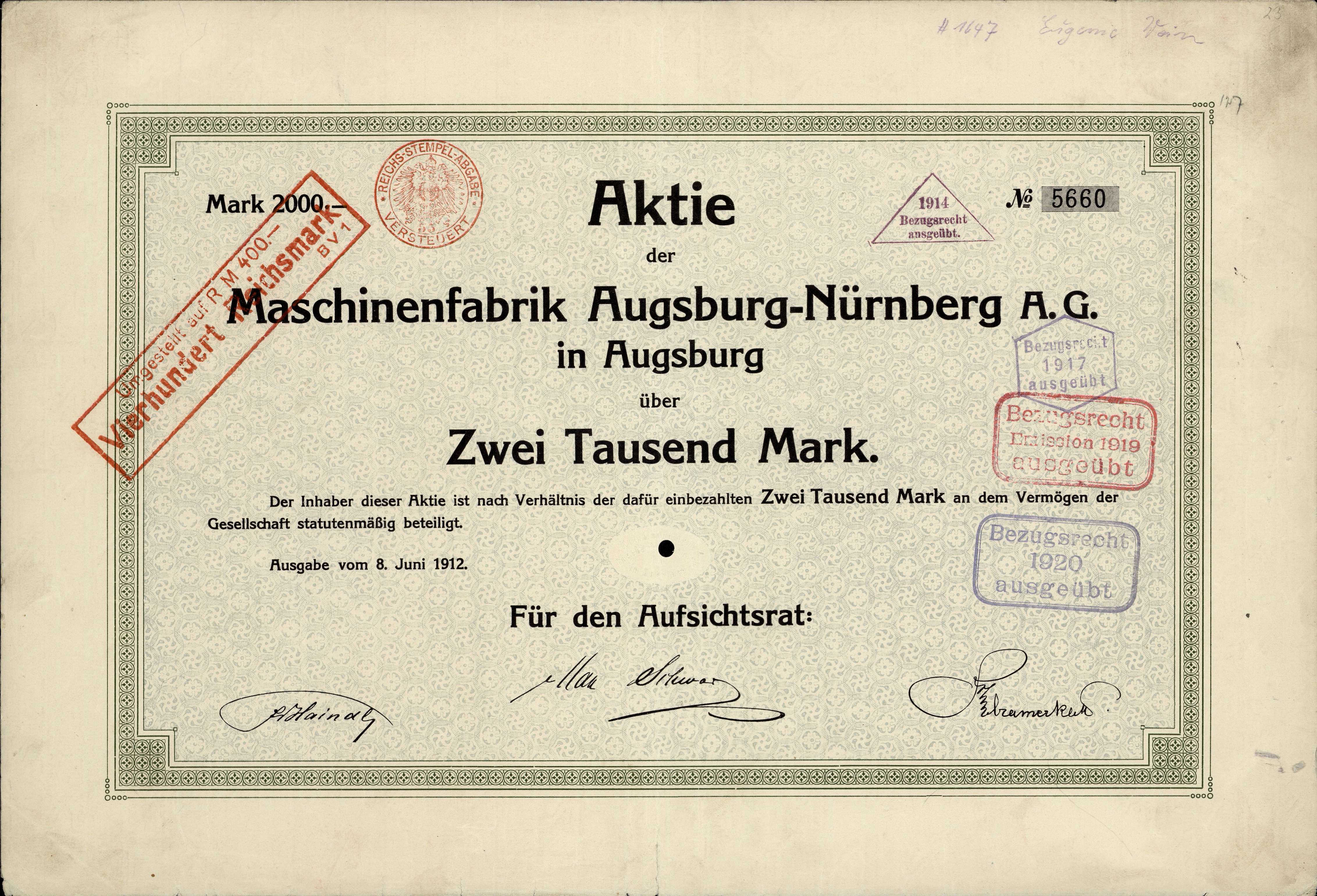
Aktie über 2000 Mark der Maschinenfabrik Augsburg-Nürnberg AG vom 8. Juni 1912

Während der Schwerpunkt im Ruhrgebiet vor allem auf dem Erzabbau und der Eisenproduktion lag, wurde in Augsburg und Nürnberg der Maschinenbau und im MAN-Werk Gustavsburg ab 1859 der Brücken- und Stahlbau zum dominierenden Geschäftszweig. Heinrich von Buz machte als Direktor der Maschinenfabrik Augsburg bis 1913 aus einem überschaubaren Betrieb mit 400 Beschäftigten ein Großunternehmen mit 12.000 Arbeitern. In Gustavsburg konstruierte Max Carstanjen die Wuppertaler Schwebebahn, an deren Bau die Gustavsburger auch maßgeblich beteiligt waren. Auch die zwischen 1893 und 1897 erbaute Müngstener Eisenbahnbrücke war eine Leistung der Konstrukteure sowie Brücken- und Stahlbauer aus Gustavsburg. Letztere war nicht nur die höchste deutsche Eisenbahnbrücke, sondern auch die erste im freien Vorbau errichtete. Die erste Stahlbrücke, wie die 1857 erbaute Großhesseloher Brücke in München, war eine der letzten Brücken, für die die Nürnberger noch unter der Leitung Heinrich Gerbers zeichneten. Mit der Rotationsdruckmaschine war der massenhafte Buch- und Zeitungsdruck möglich, denn nun konnte man Endlospapier auf Rollen verwenden und brauchte nicht mehr mühsam einzelne Blätter einzulegen. Vier Jahre lang tüftelte Rudolf Diesel ab 1893 mit späteren MAN-Ingenieuren im Augsburger Labor, bis sein erster Dieselmotor lief.
1915 gelang es Anton von Rieppel nach längeren Verhandlungen mit dem Schweizer Unternehmer Adolph Saurer, ein Joint-Venture zu gründen. Das Gemeinschaftsunternehmen aus Automobilwerke Adolph Saurer und der Maschinenfabrik Augsburg-Nürnberg AG wurde am 21. Juni 1915 als „Lastwagenwerke M.A.N.-Saurer“ in das Nürnberger Handelsregister eingetragen. Die M.A.N.-Saurer GmbH fertigte zuerst Lastwagen in Lindau am Bodensee und ab November 1915 begann die Verlagerung der Produktion nach Nürnberg, die 1916 abgeschlossen wurde.
1921 bündelten MAN und der Haniel-Konzern ihre Ölinteressen zu gleichen Anteilen in der Oelhag. Ein Teil der Anteile ging in den 1920er Jahren an die Atlantic Refining, die restlichen Anteile während der Weltwirtschaftskrise vollständig an die Deutsch-Amerikanische Petroleum Gesellschaft und Rhenania-Ossag.
Ebenfalls 1921 übernahm die Gutehoffnungshütte unter Paul Reusch die Mehrheit an der damals finanziell stark angeschlagenen MAN; bis 1986 hieß der Konzern nun GHH. Durch gezielte Beteiligungen und Käufe von weiterverarbeitenden Betrieben – zum Beispiel Deutsche Werft (1918), Ferrostaal (1921), Zahnräderfabrik Augsburg, vorm. Joh. Renk (Act. Ges.) (1923) sowie der Deggendorfer Werft und Eisenbau (1924) – stieg das Unternehmen zu einem landesweit agierenden Konzern auf.

### Krise und Zweiter Weltkrieg

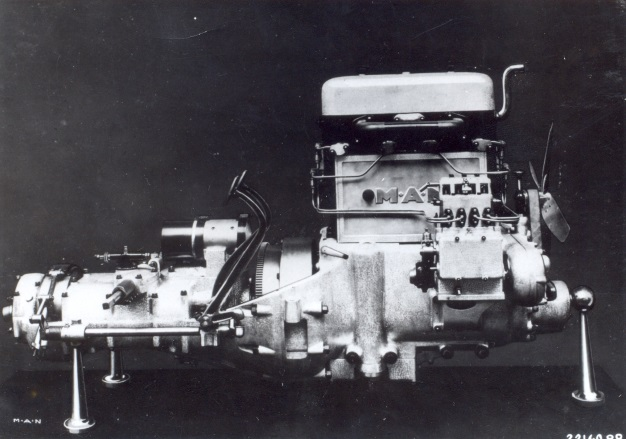
MAN-Dieselmotor-Exponat mit Getriebe, Berliner Automobilausstellung, Dezember 1924

Gleichzeitig verschlechterte sich jedoch die ökonomische Situation der GHH stark. Grund dafür war die Weltwirtschaftskrise. In nur zwei Jahren sank die Zahl der Beschäftigten bei MAN von 14.000 im Jahr 1929/30 auf 7.400 im Jahr 1931/32. Nach der Machtübernahme der Nationalsozialisten nahm das Militärgeschäft mit der Aufrüstung erheblich zu. GHH/MAN-Unternehmen lieferten U-Boot-Dieselmotoren, Panzer und Zylinder für Geschosse sowie Geschütze aller Art.
Im Zweiten Weltkrieg war das MAN-Werk Augsburg als Produktionsstätte von U-Boot-Dieselmotoren das Ziel von Luftangriffen. Wiederholt traf es auch das Werk Nürnberg, vor allem wegen der dort gebauten Panther-Kampfpanzer. Gleichzeitig setzte sich Otto Meyer dafür ein, die Produktion von zivilen Nutzfahrzeugen so lange wie möglich aufrechtzuerhalten. In den Jahren 1941/42 wurden 1085, 1942/43 1719 Stück und im Juni 1944 sogar noch 63 zivile Lkw gebaut, bevor im Oktober 1944 die Nürnberger Hallen und Maschinen für den Lastwagenbau durch Luftangriffe fast vollständig zerstört waren.
Beim GHH-Konzern mussten Kriegsgefangene und KZ-Häftlinge Zwangsarbeit verrichten. Allein im Jahr 1944 wurden im Konzern rund 31.500 Zwangsarbeiter eingesetzt, davon entfielen rund 8500 auf MAN.

### Nachkriegsentwicklung
Nach dem Ende des Zweiten Weltkriegs fand eine Entflechtung des GHH-Konzerns durch die Alliierten statt. Eine vertikale Verflechtung, bei der sich Bergbau, Eisen- und Stahlproduktion sowie Weiterverarbeitung unter einem Konzerndach befinden, war nicht mehr erlaubt. Die Gutehoffnungshütte mitsamt den süddeutschen MAN-Unternehmen konzentrierte sich deshalb auf den Maschinen- und Anlagenbau sowie die Bereiche Nutzfahrzeuge und Druckmaschinen, der Bergbau musste abgegeben werden. Die Eisenproduktion wurde als Hüttenwerk Oberhausen abgespalten, der Bergbau als Neue Hoffnung. Verstärkt wurde der verbleibende Maschinen- und Anlagenbau durch strategische Unternehmenskäufe und -verkäufe. Zu den wichtigsten gehörten  die Übernahme  des Nutzfahrzeugherstellers Büssing (1971), der Verkauf der Anteile an der Deutschen Werft (1966/67) sowie die Übernahme des Druckmaschinenherstellers Faber & Schleicher und die Fusion zur MAN Roland Druckmaschinen AG (1979).
1982/83 geriet die Gutehoffnungshütte in eine schwere Unternehmenskrise. Das Unternehmen litt unter den Spätfolgen der zweiten Ölkrise und einer schlechten Konjunktur, was sich vor allem im dramatischen Rückgang der Absatzzahlen bei den Nutzfahrzeugen zeigte. Hauptursache der Probleme war neben äußeren Faktoren die veraltete Konzernstruktur mit einem großen Maß an Quersubventionierungen unter den Geschäftsbereichen. Zu dieser Zeit legte der damalige GHH-Chef Manfred Lennings ein Sanierungskonzept vor, das eine vollständige Verschmelzung der Tochter MAN in den Mutterkonzern vorsah. Dieses Konzept stieß jedoch bei den GHH-Hauptanteilseignern Allianz AG und Commerzbank auf massiven Widerstand. In der Presse wurde seinerzeit über eine „bayerische Verschwörung“ gegen die Oberhausener Konzernspitze spekuliert. 1986 bekam der Konzern unter Klaus Götte eine neue Struktur und wurde ein Vertragskonzern mit wirtschaftlich eigenständigen Bereichen an verschiedenen Standorten.
Im Geschäftsjahr 1985/86 fand eine grundlegende Umstrukturierung des GHH-Konzerns statt. Auf der obersten Ebene verschmolzen die Maschinenfabrik Augsburg-Nürnberg Aktiengesellschaft und die Gutehoffnungshütte Aktienverein Aktiengesellschaft zur MAN Aktiengesellschaft. Der Firmensitz wurde daraufhin von Oberhausen nach München verlegt. Auf Ebene der Tochtergesellschaften wurde der Unternehmensbereich Nutzfahrzeuge, vormals UBN, ausgegliedert und in eine rechtlich selbstständige Gesellschaft überführt: Zuerst als MAN Nutzfahrzeuge GmbH am 6. Dezember 1985, die damit auch die Nachfolge von Büssing übernahm, und später – durch Eintrag ins Handelsregister am 15. März 1989 – dann als AG firmierte. In ähnlicher Weise durchliefen auch die anderen Unternehmensbereiche von MAN wie Neue Technologie, B&W Diesel und Gutehoffnungshütte diesen Weg zu eigenen Unternehmensgesellschaften.
Am 20. Juni 2001 erfolgte die Übernahme der Marke NEOPLAN der Gottlob Auwärter GmbH & Co. KG durch die MAN Nutzfahrzeuge AG in München. NEOPLAN und die Omnibussparte von MAN wurden zunächst unter dem Dach der NEOMAN GmbH in Salzgitter geführt. Zum 1. Februar 2008 wurde der Busbereich als Sparte MAN Bus in die MAN Nutzfahrzeuge-Gruppe integriert.
2003 wurde mit dem Verkauf der 50-prozentigen Beteiligung an der SMS Holding und der Stärkung des Bereichs Turbomaschinen durch die Übernahme von Sulzer Turbo der Fokussierungsprozess bei MAN eingeleitet.

### Streit um Scania
Im September 2006 legte MAN ein Angebot zur Übernahme des schwedischen Nutzfahrzeug-Konkurrenten Scania vor. Die EU-Kommission billigte die Übernahme am 19. Dezember. MAN zog das Angebot jedoch am 23. Januar 2007 freiwillig zurück, nachdem es durch die Scania-Großaktionäre VW und Familie Wallenberg abgelehnt worden war. Am 24. Dezember 2008 gab MAN bekannt, über weitere Aktienoptionen bei Scania zu verfügen, und damit mehr als 20 % der Stimmrechte des Unternehmens zu halten.
Zeitgleich erhöhte VW seinen Anteil an MAN von anfänglich 15 % im Oktober 2006 auf knapp unter 30 %. Anfang Dezember 2008 übernahm MAN Volkswagen Caminhões e Ônibus und firmierte es zu MAN Latin America um. Damit wurde MAN mit 30 % Marktanteil Marktführer in Brasilien.
Im Frühjahr 2009 veräußerte MAN 70 % seiner Tochter Ferrostaal an IPIC aus Abu Dhabi.
Seit Mai 2009 war das Unternehmen eine europäische Aktiengesellschaft (SE). Im Juli 2009 gab es bekannt, die Töchter MAN Turbo, MAN Diesel und Renk zum Konzernbereich Power Engineering zu fusionieren. Des Weiteren ging das Unternehmen eine strategische Partnerschaft mit dem chinesischen Lkw-Hersteller Sinotruk ein.
Am 1. Mai 2010 gründeten MAN und Rheinmetall das Joint Venture Rheinmetall MAN Military Vehicles.

### Korruptionsaffäre
Ermittler der Münchner Staatsanwaltschaft deckten 2009 eine Korruptionsaffäre auf, in deren Zuge MAN in den Jahren 2001 bis 2007 in über zwanzig Ländern Regierungen und Geschäftspartner mit bis zu 80 Millionen Euro bestochen hatte, um Großaufträge unter anderem für Busse und Lkw zu erhalten. MAN-Chef Håkan Samuelsson und andere Vorstandsmitglieder mussten zurücktreten. Das Unternehmen wendete rund 220 Millionen Euro für Bußgelder und Steuernachzahlungen auf. Zum Nachfolger bestellte das Präsidium des Aufsichtsrats den Österreicher Georg Pachta-Reyhofen, der am 17. Dezember 2009 vom Aufsichtsrat zum Sprecher des Vorstandes und Arbeitsdirektor berufen wurde. In einem Prozess vor der 6. Strafkammer des Landgerichts München I wurde ein ehemaliger Vorstandschef der MAN Turbo im Juni 2010 zu zwei Jahren Haft auf Bewährung sowie zur Zahlung von 100.000 Euro an wohltätige Einrichtungen verurteilt. Der pensionierte MAN-Manager hatte gestanden, im Jahr 2004 neun Millionen Euro Bestechungsgelder angewiesen zu haben, um an einen Auftrag aus Kasachstan zu gelangen. Der Vorsitzende Richter Hans-Joachim Eckert zollte dem Angeklagten Respekt für seine Haltung während des Verfahrens, in dem er ohne Umschweife sein Verhalten zugegeben und nicht versucht habe, die Verantwortung für seine Taten anderen zuzuschieben.
Der frühere LKW-Bereichsvorstand Anton Weinmann wurde im September 2012 wegen Beihilfe bei den Schmiergeldzahlungen von MAN vom Landgericht München I zu zehn Monaten Freiheitsstrafe, die zur Bewährung ausgesetzt wurden, sowie zu einer Geldauflage in Höhe von 100.000 Euro verurteilt. Weinmann hatte lange Zeit versucht, seine Unschuld nachzuweisen. Der Vorsitzende Richter der 6. Strafkammer des Landgerichts, Hans-Joachim Eckert, erklärte, dass Weinmann weder persönlich Bestechung noch eine persönliche Bereicherungsabsicht vorgeworfen würde und er tatsächlich viel für eine Verbesserung der Compliance in den damals geradezu als „Saustall“ zu bezeichnenden Verhältnissen bei MAN getan habe. Das am 19. September 2012 verkündete Urteil basierte auf einer außergerichtlichen Verständigung aller am Verfahren Beteiligten, in deren Zuge Weinmann teilweise Vorwürfe eingeräumt hatte. Über eine Erklärung seines Anwalts Holger Matt räumte Weinmann schließlich ein, auf indirektem Wege Beihilfe zu Bestechungszahlungen geleistet zu haben. Der Vorsitzende Richter Eckert bekundete seinen Respekt vor Weinmann. In seiner Urteilsbegründung sagte er außerdem, dass Weinmann lediglich wegen Beihilfe zur Bestechung durch Unterlassung belangt werden könne: „Vorsätzliches Handeln wirft Ihnen weder die Staatsanwaltschaft, noch die Kammer vor.“
Der ehemalige Vorstandsvorsitzende Samuelsson konnte sich im August 2013 mit der Münchner Staatsanwaltschaft außergerichtlich auf einen Deal einigen, im Rahmen dessen die Korruptionsermittlungen gegen ihn eingestellt wurden und er im Gegenzug 500.000 Euro an gemeinnützige Organisationen spendete. Der Schwede war zu diesem Zeitpunkt bereits Chef von Volvo und begründete seine Bereitschaft zu diesem Deal mit seiner Verantwortung als Vorstandsvorsitzender, nicht jedoch mit der Anerkennung einer Schuld. Parallel einigte sich Samuelsson mit MAN auf die Zahlung von Schadenersatz in Höhe von 1,25 Millionen Euro.

### Seit der Übernahme durch die Volkswagen AG
Am 31. Mai 2011 machte die VW AG den Aktionären der MAN SE ab, um MAN zu übernehmen und mit ihrem Tochterunternehmen Scania zu fusionieren.

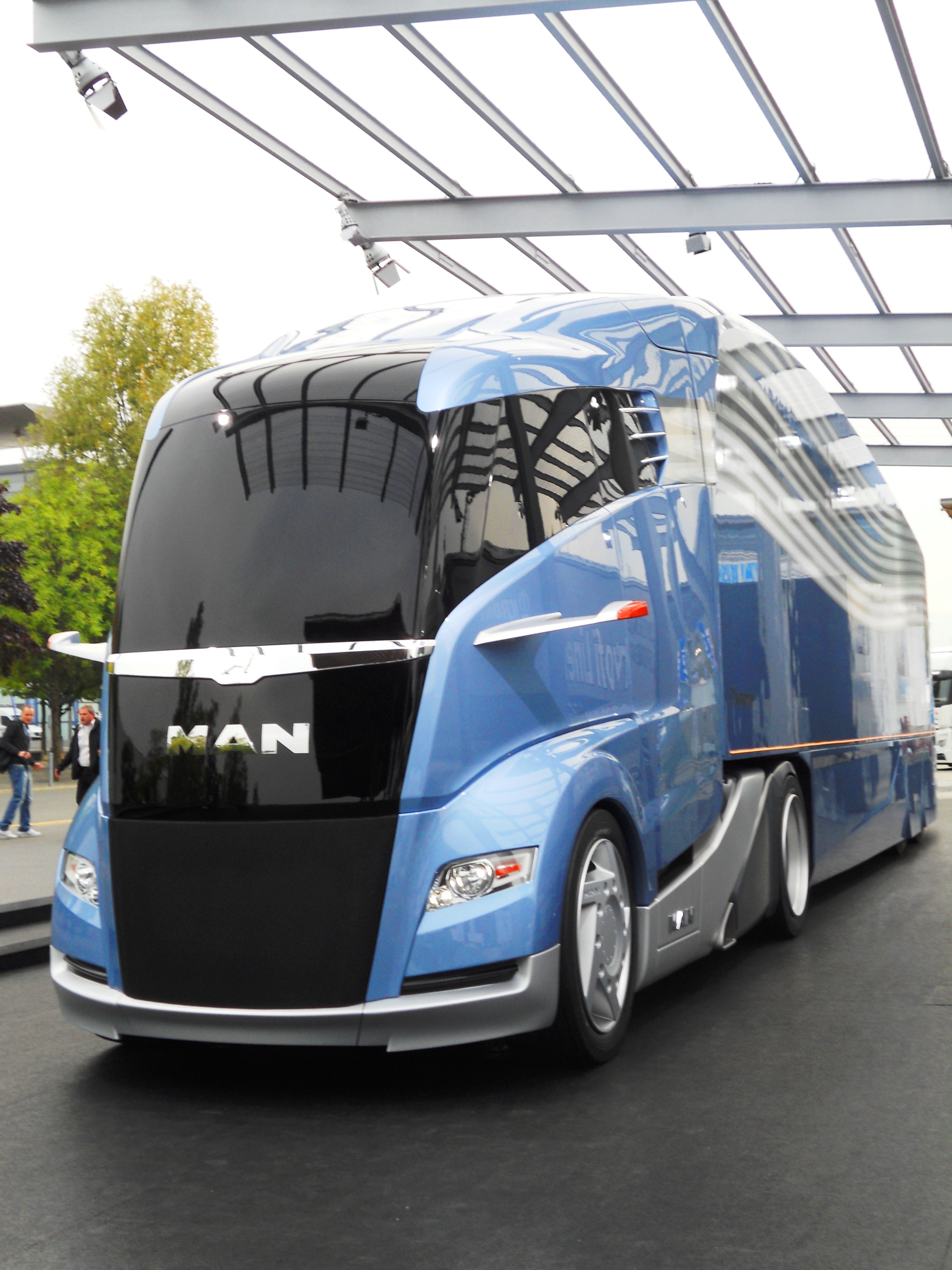
MAN Lkw-Studie Concept. S (mit c_{w}-Wert von nur 0,3) auf der IAA Nutzfahrzeuge 2012

Allen Aktionären wurden bis 29. Juni 2011 von der VW AG je MAN Stammaktie 95,00 Euro und je Vorzugsaktie 59,90 Euro angeboten.
Am 9. November 2011 erhöhte Volkswagen seinen Anteil an MAN auf 55,90 % der Stimmrechte und 53,71 % des Grundkapitals. Ziel der Übernahme: Volkswagen wollte gemeinsame Potentiale der Firmentöchter MAN, Scania und Volkswagen Nutzfahrzeuge heben und damit alle auf dem Weltmarkt stärken.
Zuvor hatten MAN und Scania auf dem Weltmarkt Marktanteile an chinesische und indische Lkw-Hersteller verloren. 
Daher sahen die drei Beteiligten Handlungsbedarf, ihre Wettbewerbsfähigkeit zu verbessern. Sie wollten Kosten senken und Entwicklungsvorhaben optimieren, was zur Konkurrenzfähigkeit der fortan im VW-Konzern entwickelten Nutzfahrzeuge beitragen sollte.
Auf der MAN-Aktionärshauptversammlung vom 6. Juni 2013 wurde ein zwischen VW und MAN geschlossener Gewinnabführungs- und Beherrschungsvertrag bestätigt, der das Ende der Eigenständigkeit von MAN als Unternehmen formal besiegelte: MAN wurde damit Volkswagen operativ durchgreifend unterstellt. Damit gerieten nicht nur Gewinne, Verluste und Risiken, sondern auch die Weisungsbefugnis über das Unternehmen MAN unter die Kontrolle von Volkswagen. Nach einer Marathonsitzung auf der Aktionärsversammlung endete die Abstimmung über den Beherrschungsvertrag mit einer klaren Zustimmung. Für die Leitung von Volkswagen ging es darum, eine Konstellation herzustellen, die es ihr ermöglichte, MAN, Scania und Volkswagen Nutzfahrzeuge enger miteinander zu verzahnen.
Der MAN-Konzern startete am 16. Juni 2025 die Fließbandproduktion von Elektro-LKWs. Im Stammwerk in München können täglich bis zu 100 Elektro-LKWs produziert werden.

### MAN und Scania in der Traton Group
Am 5. Mai 2015 kündigte der Mehrheitseigner Volkswagen an, einen integrierten Nutzfahrzeugkonzern zu schaffen. Dabei fungiert die Traton seit 2018 als neue Holding der VW AG für die Nutzfahrzeugmarken MAN, Scania, Neoplan und Volkswagen Caminhões e Ônibus sowie die von MAN angeführte Digitalmarke RIO. Assoziiert sind die leichten Nutzfahrzeuge von Volkswagen (Kastenwagen, Kleintransporter, Pick-ups), welche seit 2017 auch unter der Marke MAN erhältlich sind. Ziel der Holding ist es, die Zusammenarbeit der drei Unternehmen MAN Truck & Bus AG, MAN Latin America und Scania AB zu koordinieren und Synergiepotenziale zu nutzen. Andreas Renschler, Geschäftsführer der Holding, gab in einer Pressemitteilung bekannt, dass die Eigenständigkeit der Marken MAN und Scania erhalten bleibe.

## Geschäftsfelder und Beteiligungen

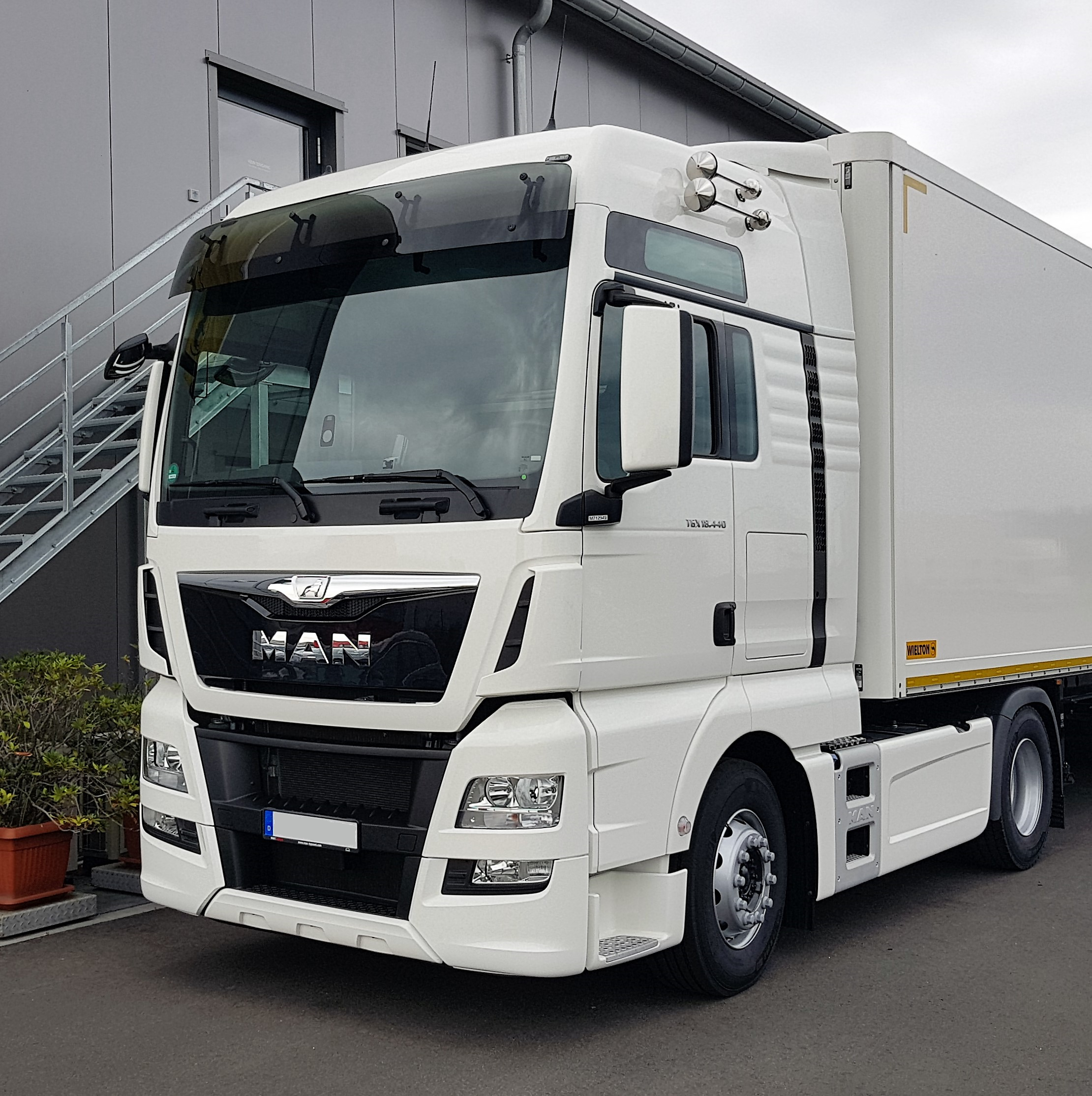
Sattelzugmaschine der Baureihe MAN TGX, 2016

Der MAN-Konzern bestand zuletzt aus den Teilkonzernen MAN Truck & Bus und MAN Latin America sowie der Beteiligung an dem Hersteller Sinotruk (China). Das Power-Engineering-Geschäft, bestehend aus MAN Energy Solutions (vormals MAN Diesel & Turbo) und dem Getriebe-Hersteller Renk AG, wurde zum 31. Dezember 2018 an eine Konzerngesellschaft der Volkswagen AG veräußert und war damit seit Januar 2019 nicht mehr Teil der MAN Gruppe.

## Aktie

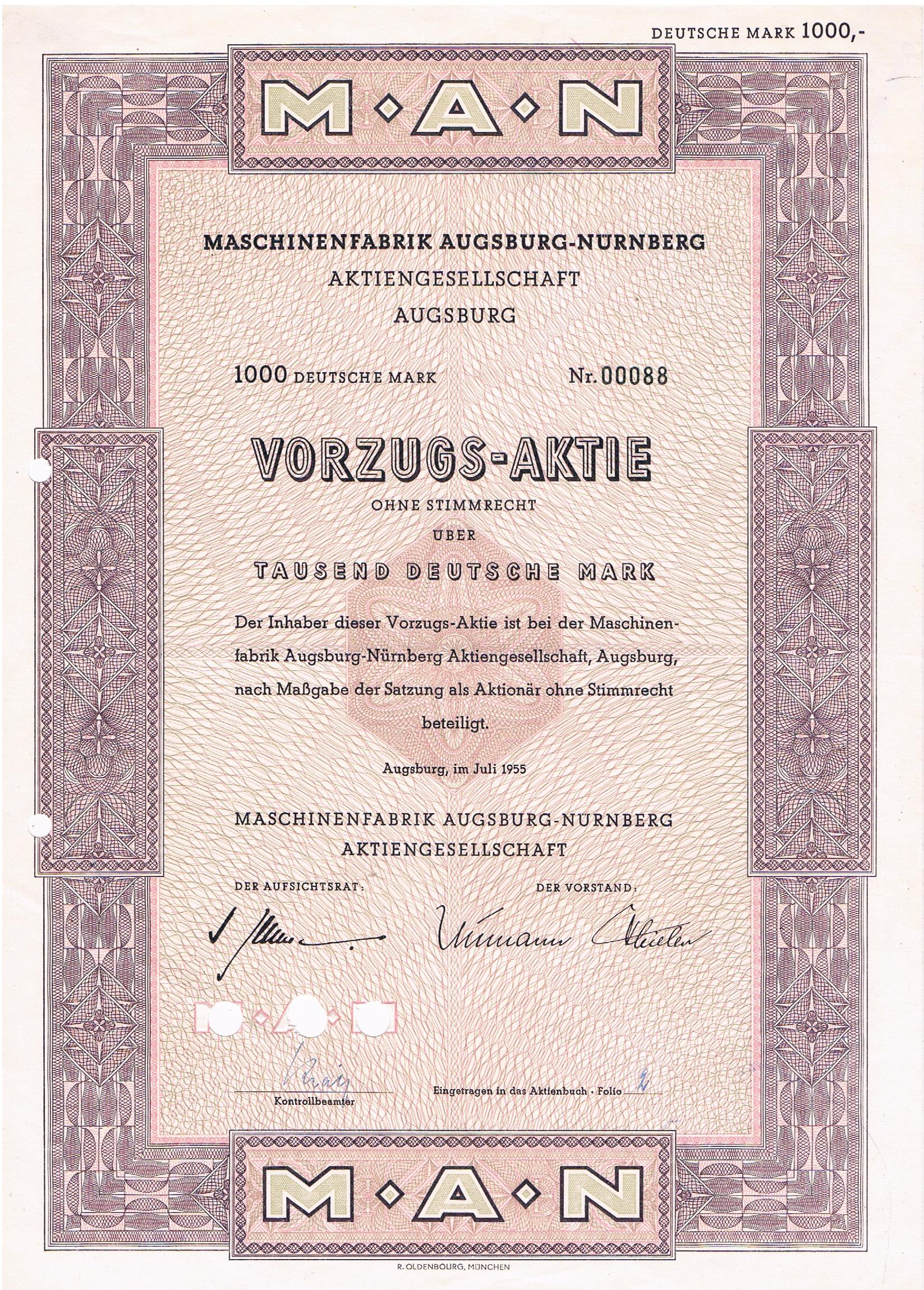
MAN-Vorzugsaktie von 1955

Die Aktien der MAN SE wurden an der Frankfurter Wertpapierbörse gehandelt.
Im Sommer 2009 befanden sich 42 % der Aktien in ausländischem Streubesitz, 29 % gehörten Volkswagen, 19 % nicht veröffentlichungspflichtigen Aktionären und die restlichen 10 % wurden von inländischen institutionellen Anlegern gehalten. Am 13. April 2012 gab die VW AG bekannt, 73 % der Stammaktien zu besitzen. Am 5. Juni 2012 teilte die VW AG mit, durch eine weitere Aufstockung nun 75,03 % der Stammaktien zu besitzen und dass damit die Sperrminorität weiterer Aktionäre aufgehoben sei.
Die MAN-Aktie notierte weiterhin an der Frankfurter Wertpapierbörse. Die Bilanz des Unternehmens wurde in den folgenden Jahren von der VW AG in deren Jahresabschluss konsolidiert. Da eine reguläre Ausschüttung von Dividenden in dem Vertragswerk nicht vorgesehen ist, hatten alle ausstehenden Aktionäre die Möglichkeit, sich eine jährliche Ausgleichszahlung von 3,07 Euro oder eine einmalige Barabfindung von 80,89 Euro je Stamm- und Vorzugsaktie zahlen zu lassen.
Der Vorstand der Volkswagen Truck & Bus AG kündigte im August 2018 den mit MAN geschlossenen Beherrschungs- und Gewinnabführungsvertrag mit Wirkung zum 1. Januar 2019. Daraufhin setzte im September 2018 das Oberlandesgericht München die zu leistende Barabfindung auf 90,29 Euro und den jährlichen Ausgleich auf 5,47 Euro (brutto) je MAN-Stamm- oder Vorzugsaktie fest. Infolge dieser Entscheidung konnten die MAN-Aktionäre bis einschließlich 8. Oktober 2018 ihre Aktien gegen die Barabfindung tauschen. Die Aktionäre konnten die Aktien jedoch auch weiterhin im Depot halten oder über die Börse verkaufen. Am 31. August 2021 erfolgten der Squeeze out und die Verschmelzung der MAN SE auf die Traton.

## Wesentliche Zu- und Verkäufe
| Zukäufe | Verkäufe |
| --- | --- |
| 1969: Deggendorfer Werft und Eisenbau Gesellschaft von Gutehoffnungshütte (GHH)                                 | |
| 1971: Büssing Automobilwerke AG, Braunschweig; Gräf & Stift, Österreich                                         | |
| | 1973: Deutsche Werft |
| 1979: Roland Offsetmaschinenfabrik Faber & Schleicher                                                           | 1990: Kabelmetall / Schienenfahrzeugsparte an AEG |
| 1980: Burmeister & Wain Diesel A/S, Dänemark                                                                    | 2003: 50 % an der SMS-Gruppe an den Mitaktionär (Familie Weiss)                                                                                         |
| 1990: Steyr Nutzfahrzeuge AG, Österreich                                                                        | 2005: Mehrere Tochtergesellschaften und Beteiligungen, darunter MAN Technologie, MAN Logistics, MAN Wolffkran, Schwäbische Hüttenwerke, MAN Heiztechnik |
| 2000/01: Star Trucks, Polen; ERF, Großbritannien; Gottlob Auwärter GmbH&Co. KG (Neoplan); Sulzer Turbo, Schweiz | 2006: MAN Roland Druckmaschinen |
| 2007: SEMT Pielstick durch MAN Diesel                                                                           | |
| | 2008: MAN Ferrostaal |
| 2009: Volkswagen Caminhões e Ônibus, Brasilien                                                                  | |
| 2010: EUROLeasing                                                                                               | |
| | 2018: MAN Energy Solutions (vormals MAN Diesel & Turbo) und Renk AG                                                                                     |
| | 2021: Lkw-Werk MAN Steyr (gekauft 1990) an Siegfried Wolf und seine WSA (Wolf Siegfried Austria) Beteiligungs GmbH                                      |

## Ehemalige Unternehmensbereiche

### MAN Schienenverkehrstechnik

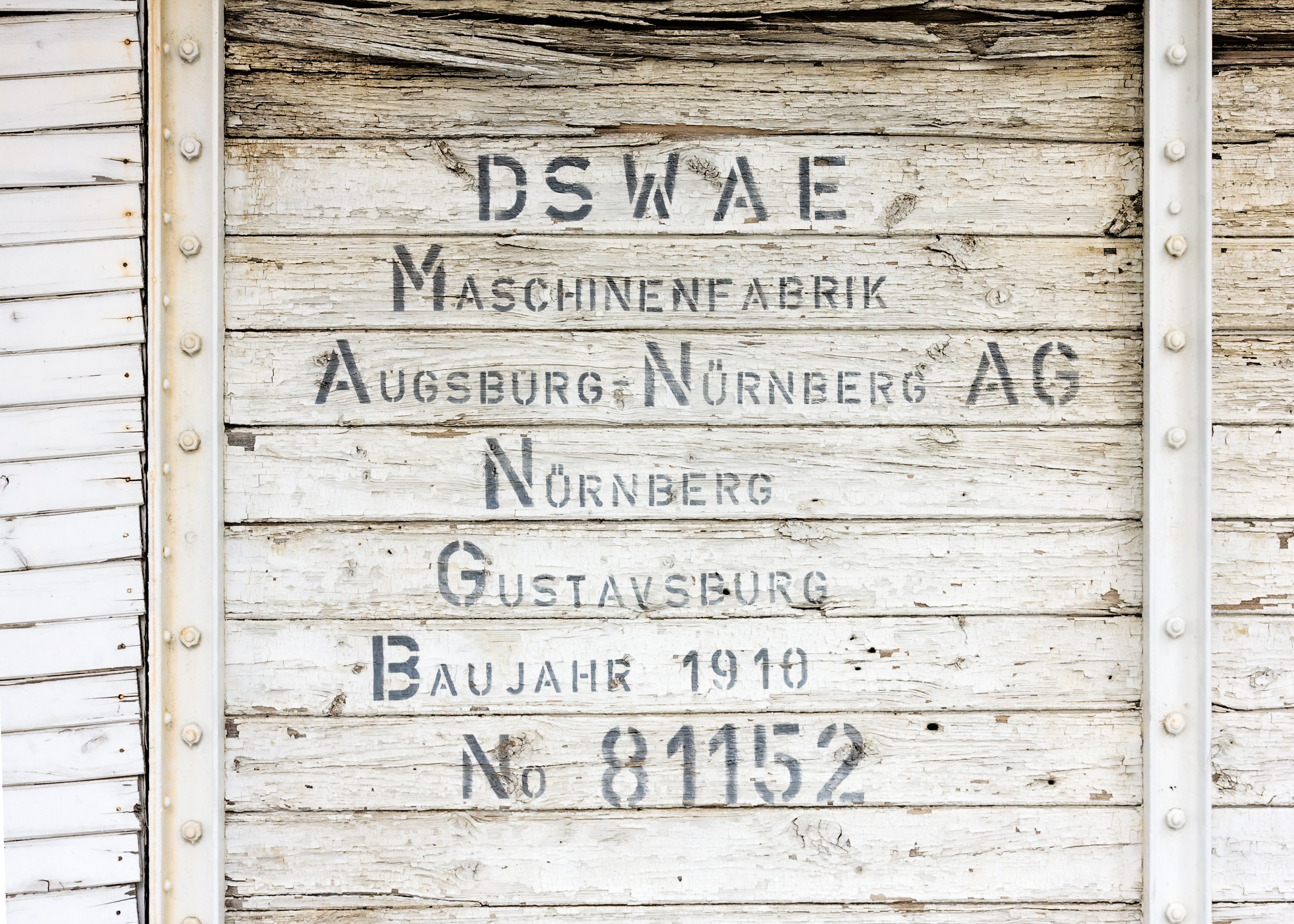
MAN-Schriftzug von 1910 auf einem Güterwagen in Namibia

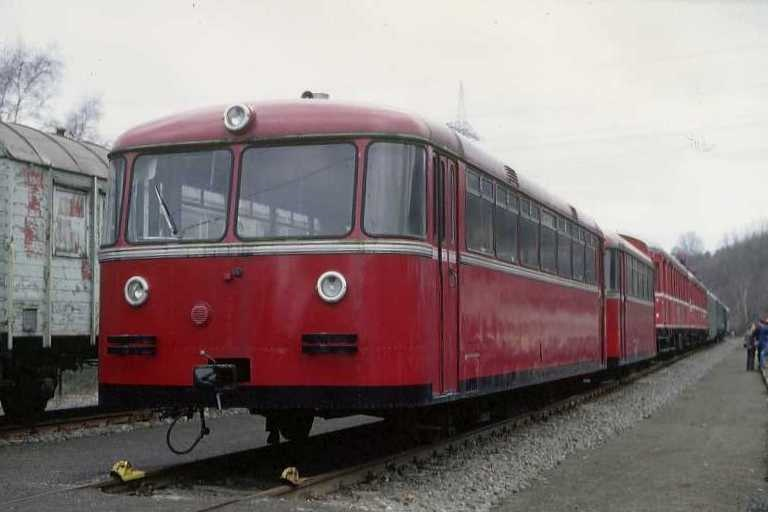
In Lizenz hergestellter Schienenbus VT 95

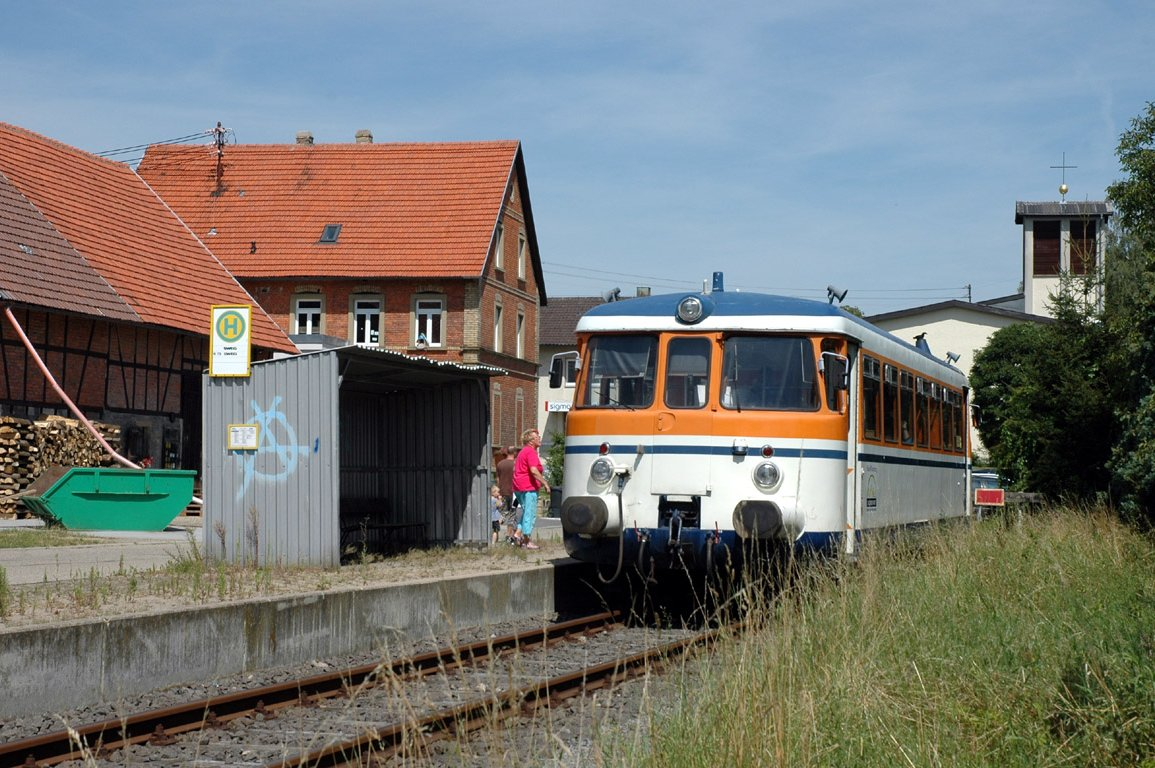
MAN-Schienenbus am 29. Juli 2009 in Hüffenhart auf der Krebsbachtalbahn

Die Eisengießerei Klett & Comp. war eines der beiden Vorgängerunternehmen von MAN und produzierte ab 1851 am Standort Nürnberg unter anderem Schienenfahrzeuge. 1898 schloss sich dieses Unternehmen mit der Maschinenfabrik Augsburg zur Vereinigte Maschinenfabrik Augsburg und Maschinenbauges. Nürnberg AG zusammen. Von 1908 bis 1986 war es ein Geschäftsbereich der MAN.
Die Schienenfahrzeug-Abteilung von MAN baute vor allem Triebwagen, sowohl für die Eisenbahn (beispielsweise MAN-Schienenbus), wie auch für den öffentlichen Personennahverkehr (Straßenbahn-, Stadtbahn-, U-Bahn und S-Bahn-Fahrzeuge).
1986 wurde die Sparte Schienenverkehrstechnik der Maschinenfabrik Augsburg Nürnberg AG in die MAN Gutehoffnungshütte Schienenverkehrstechnik AG ausgelagert, die 1990 an die AEG verkauft wurde. Ab dem 1. Juli 1993 hieß dieses Unternehmen AEG Schienenfahrzeuge Nahverkehr & Wagen GmbH, Nürnberg. Dieses Unternehmen wurde am 1. Januar 1996 in die ABB Daimler Benz Transportation (Adtranz) eingegliedert, die wiederum in Bombardier Transportation aufging, die im Rahmen der Zerschlagung des Bombardier-Konzerns von Alstom übernommen wurde.
Die Produktion von Schienenfahrzeugen am Standort Nürnberg wurde 2001 eingestellt. Als letztes Fahrzeug verließ Ende 2000 der ICE 3 403 537-4 die Werkhallen.
Fahrzeugproduktion Eisenbahnen
- 1899–1906 elektrische Triebwagen für die Lokalbahn Aktien-Gesellschaft München
- 1907–1911 Lokalbahn-Triebwagen des Typs Bayerischer MBCL für die Königsseebahn und die Lokalbahnen der Salzburger Eisenbahn- und Tramwaygesellschaft
- 1927–1937 verschiedene Triebwagen für die Deutsche Reichsbahn Gesellschaft, unter anderem ET 25 und Schnelltriebwagen Bauart „Berlin“
- 1937–1943 Bau von Kesselwagen
- 1954 VT 95 und VT 98 der Deutschen Bundesbahn
- 1969–1997 Baureihe 420 der Deutschen Bundesbahn

Fahrzeugproduktion Personennahverkehr

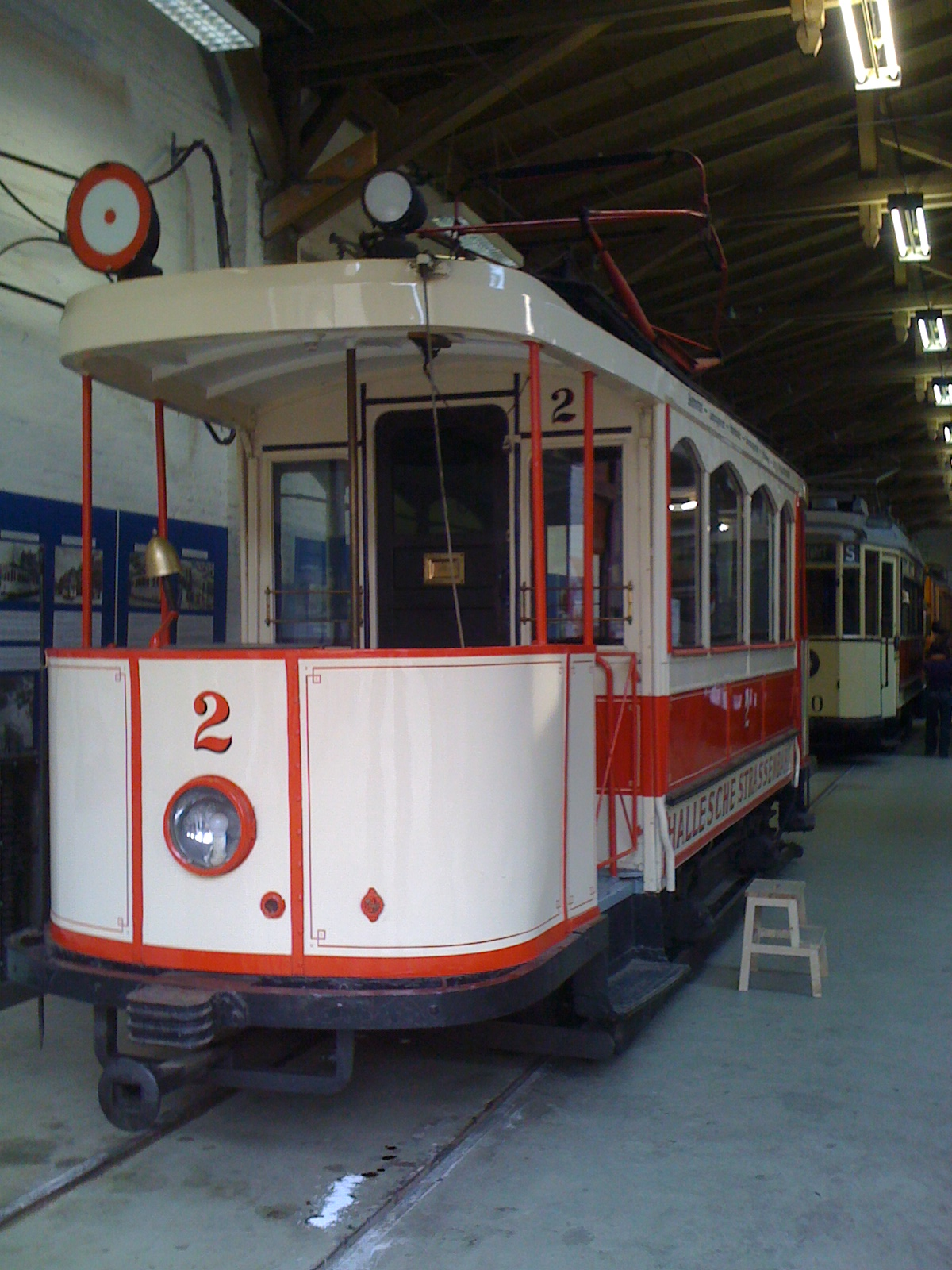
Tw 2 des Straßenbahnmuseums Halle

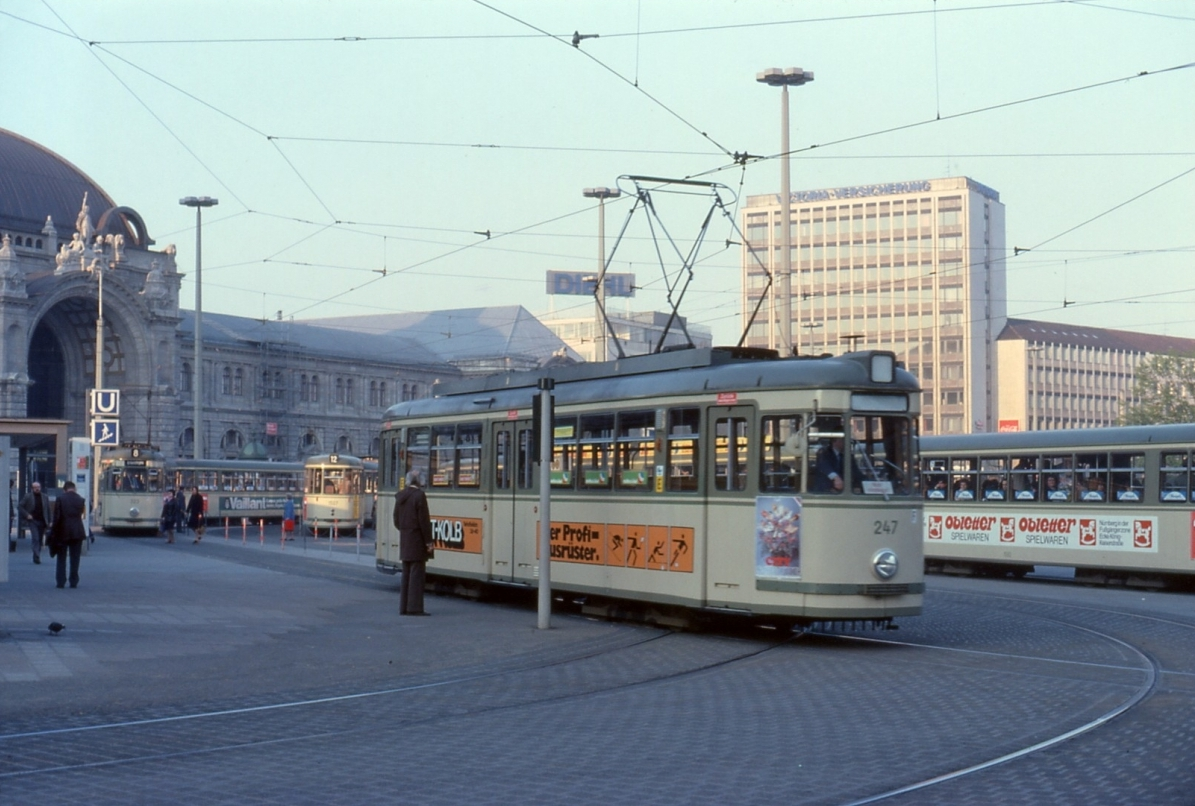
MAN T4 vor dem Nürnberger Hauptbahnhof (1979)

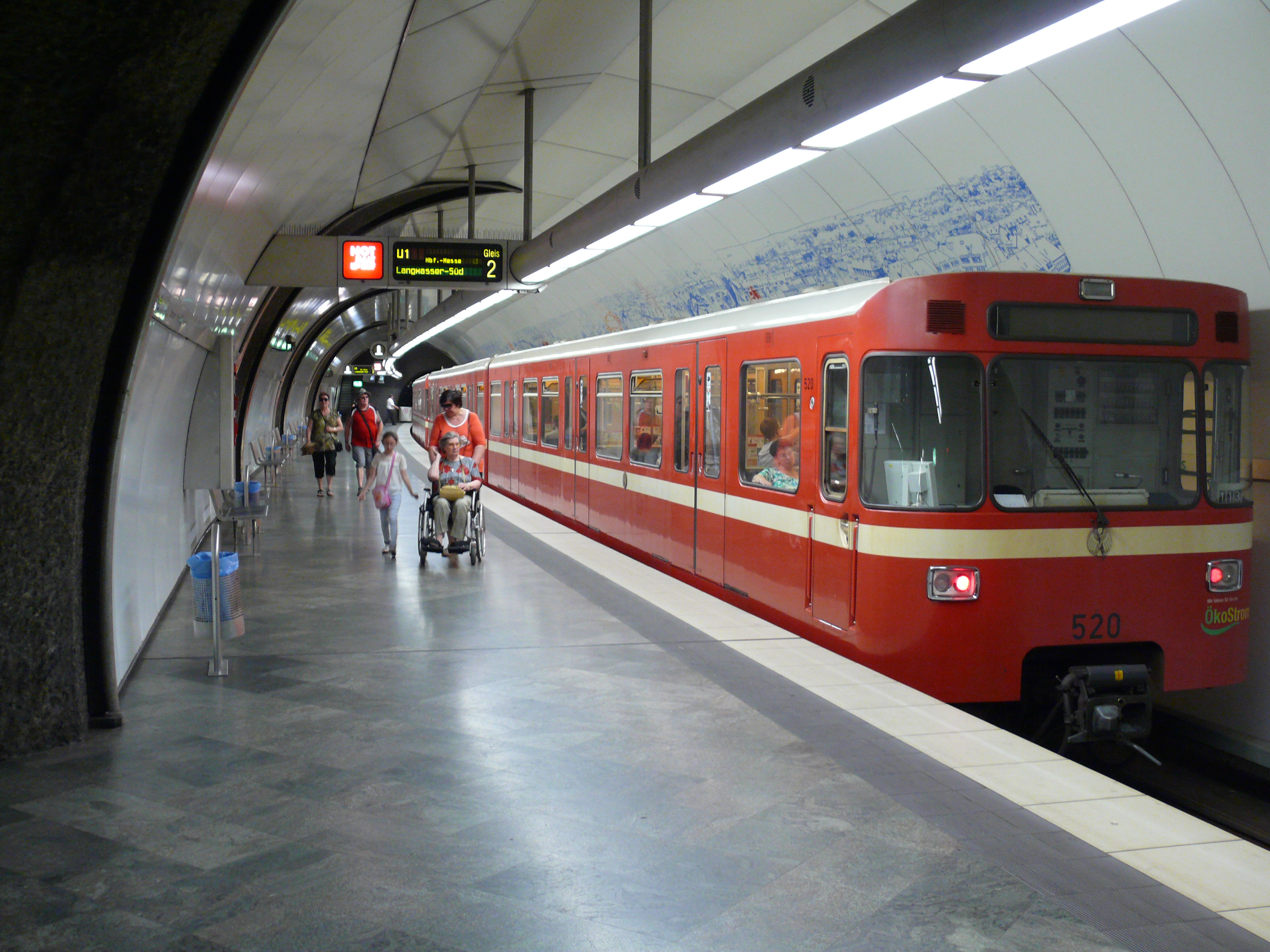
Typ DT1 der U-Bahn Nürnberg in der Station Fürth Rathaus (2016)

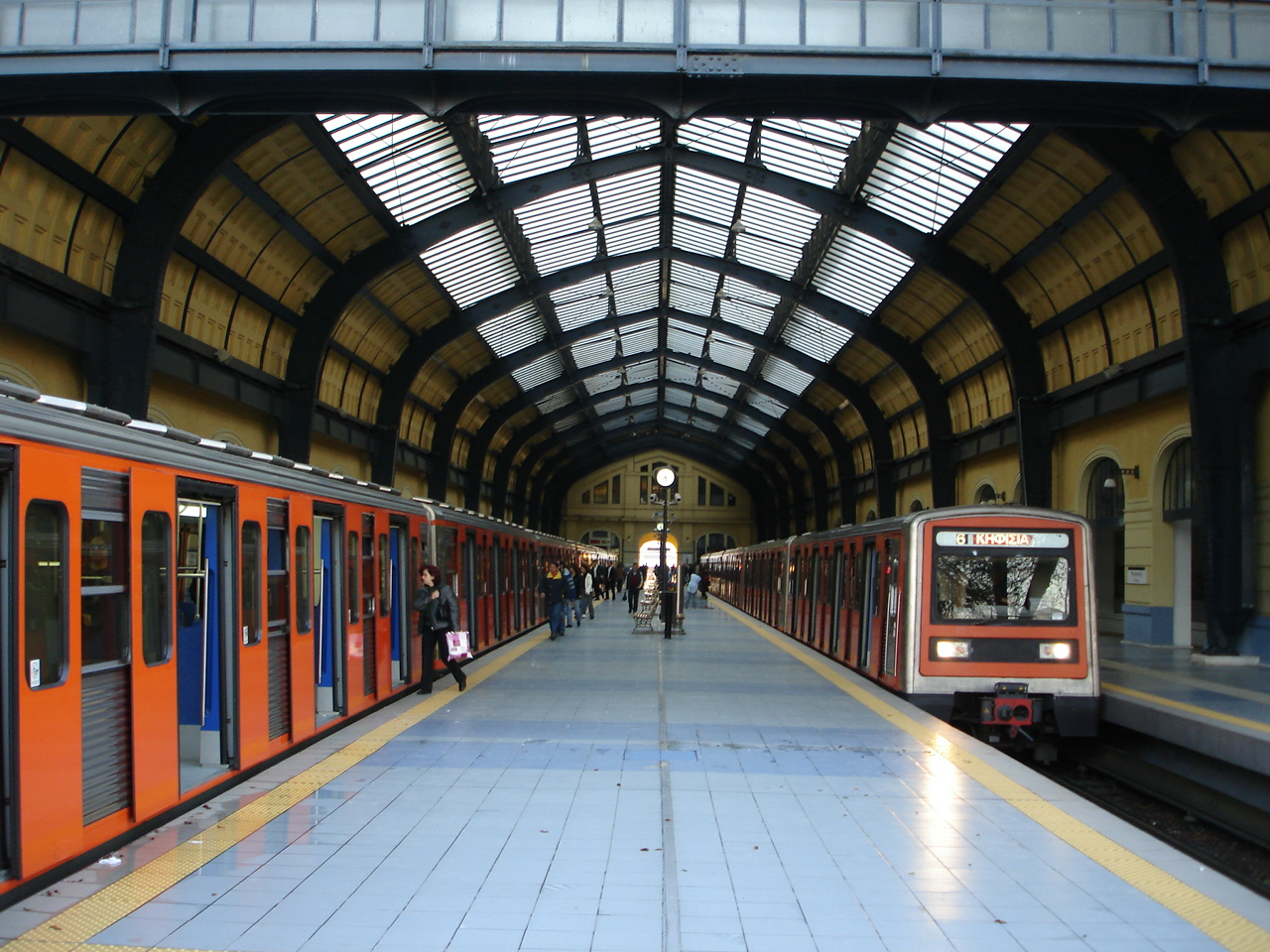
Typ GIII der Metro Athen in der Station Piräus (2006)

- 1881/1882 Geschlossene Wagen der Nürnberg-Fürther Straßenbahn (Einspänner; Wagen 2–26, 37–41 und 50–55; ein Exemplar als Wagen 11 im Historischen Straßenbahndepot St. Peter in Nürnberg erhalten)
- 1881/1882 Geschlossene Wagen der Nürnberg-Fürther Straßenbahn (Zweispänner; Wagen 42–46)
- 1881/1882 Offene Wagen der Nürnberg-Fürther Straßenbahn (Wagen 27–36)
- 1887/1890 Offene Wagen der Nürnberg-Fürther Straßenbahn (Wagen 60–77 und 78–95; ein Exemplar als Wagen 75 im Historischen Straßenbahndepot St. Peter in Nürnberg erhalten)
- 1890/1891 Geschlossene Wagen der Nürnberg-Fürther Straßenbahn (Einspänner; Wagen 27II und 28II–32II)
- 1899/1900 (E-Teil Schuckert / Union Elektricitäts-Gesellschaft) Baureihe 100 der Nürnberg-Fürther Straßenbahn (Tw 100–140; Museumswägen 124 und 140 im Zweiten Weltkrieg beschädigt und anschließend verschrottet)
- 1904–1906  (E-Teil SSW) Baureihe 200 der Nürnberg-Fürther Straßenbahn (Tw 202–207; ein Exemplar als Tw 204 im Historischen Straßenbahndepot St. Peter in Nürnberg erhalten)
- 1908/1928 Straßenbahn Plauen (ein Exemplar als Tw 2 von 1911 im Straßenbahnmuseum Halle erhalten)
- 1909 (E-Teil SSW) Baureihe 100 der Nürnberg-Fürther Straßenbahn (Tw 141–150; ein Exemplar als „Zeppelin“-Triebwagen 144 im Historischen Straßenbahndepot St. Peter in Nürnberg erhalten)
- 1909 (E-Teil Siemens) für Straßenbahn Dresden AG (Triebwagen der Baujahre 1913, 1920 und 1925 sind im Straßenbahnmuseum Dresden erhalten)
- ab 1909 Fahrzeuge der Salzburger Straßenbahn
- 1912–1914 (E-Teil SSW) Baureihe 600 der Nürnberg-Fürther Straßenbahn (Tw 653–674; ein Exemplar als Tw 641 im Historischen Straßenbahndepot St. Peter in Nürnberg erhalten)
- 1913 (E-Teil SSW) Baureihe 700 der Nürnberg-Fürther Straßenbahn (Tw 701–702; ein Exemplar als Tw 701 im Historischen Straßenbahndepot St. Peter in Nürnberg erhalten)
- 1925–1929 (E-Teil SSW) Baureihe 700/800 der Nürnberg-Fürther Straßenbahn (Tw 751–780 und 801–870; vier Exemplare erhalten: Tw 801 im Verkehrszentrum in München, 810 auf dem Lehmanngelände in Nürnberg, 819 beim Hotel 'De Rijper Eilanden' in De Rijp und 867 im Historischen Straßenbahndepot St. Peter in Nürnberg)
- 1928 (E-Teil Siemens) fünf Trieb- und sechs Beiwagen für Kirnitzschtalbahn
- 1935 (E-Teil SSW) Baureihe 800 der Nürnberg-Fürther Straßenbahn (Tw 871–882; vier Exemplare als Tw 876 sowie 877 und Arbeitswagen A21 sowie A22 im Historischen Straßenbahndepot St. Peter in Nürnberg erhalten)
- 1939 (E-Teil SSW) Baureihe 900 der Nürnberg-Fürther Straßenbahn (Tw 916–930)
- 1951–1954 (E-Teil SSW) Baureihe 100 der Nürnberg-Fürther Straßenbahn (Tw 101–126; zwei Exemplare als Tw 111 und Arbeitswagen A42 im Historischen Straßenbahndepot St. Peter in Nürnberg erhalten)
- 1955–1966 MAN T4/B4 der Nürnberg-Fürther Straßenbahn (Tw 201–269 und 212II (T4) sowie Bw 1501–1610 (B4); drei bzw. vier Exemplare als Tw 201, 208 sowie 250 und Bw 1501, 1521, 1556 sowie 1581 im Historischen Straßenbahndepot St. Peter in Nürnberg erhalten; zudem Tw 127 (ex 206) und Bw 527 (ex 1557) im historischen Bestand der Straßenbahn Krakau und je drei Trieb- und Beiwagen im Betrieb der Straßenbahn Antalya sowie ein Arbeitswagen der Straßenbahn Brăila)
- 1961 Beiwagen GB4a für die Straßenbahn Bremen
- 1967–1983 (E-Teil Siemens) U-Bahn München Typ A
- 1970–1984 (E-Teil Siemens) U-Bahn Nürnberg Typ DT1 (401/402 und 403/404 für Jubiläums- und Museumsfahrten erhalten)
- 1972–1974 Triebwagen der Wuppertaler Schwebebahn
- 1983–1985 E-Teil Metro Athen Typ GIII (Wagenkästen LEW Hennigsdorf)

### MAN Ackerdiesel
Von 1921 bis 1962 (mit Unterbrechungen) stellte MAN auch Landmaschinen her. Die Traktoren trugen den Namen MAN Ackerdiesel. 1962 wurde die Produktion mit Porsche zusammengelegt, die die Produktion 1963 einstellten und an Renault verkauften. Renault verkaufte seine Traktorensparte zwischen 2003 und 2008 sukzessiv an Claas.

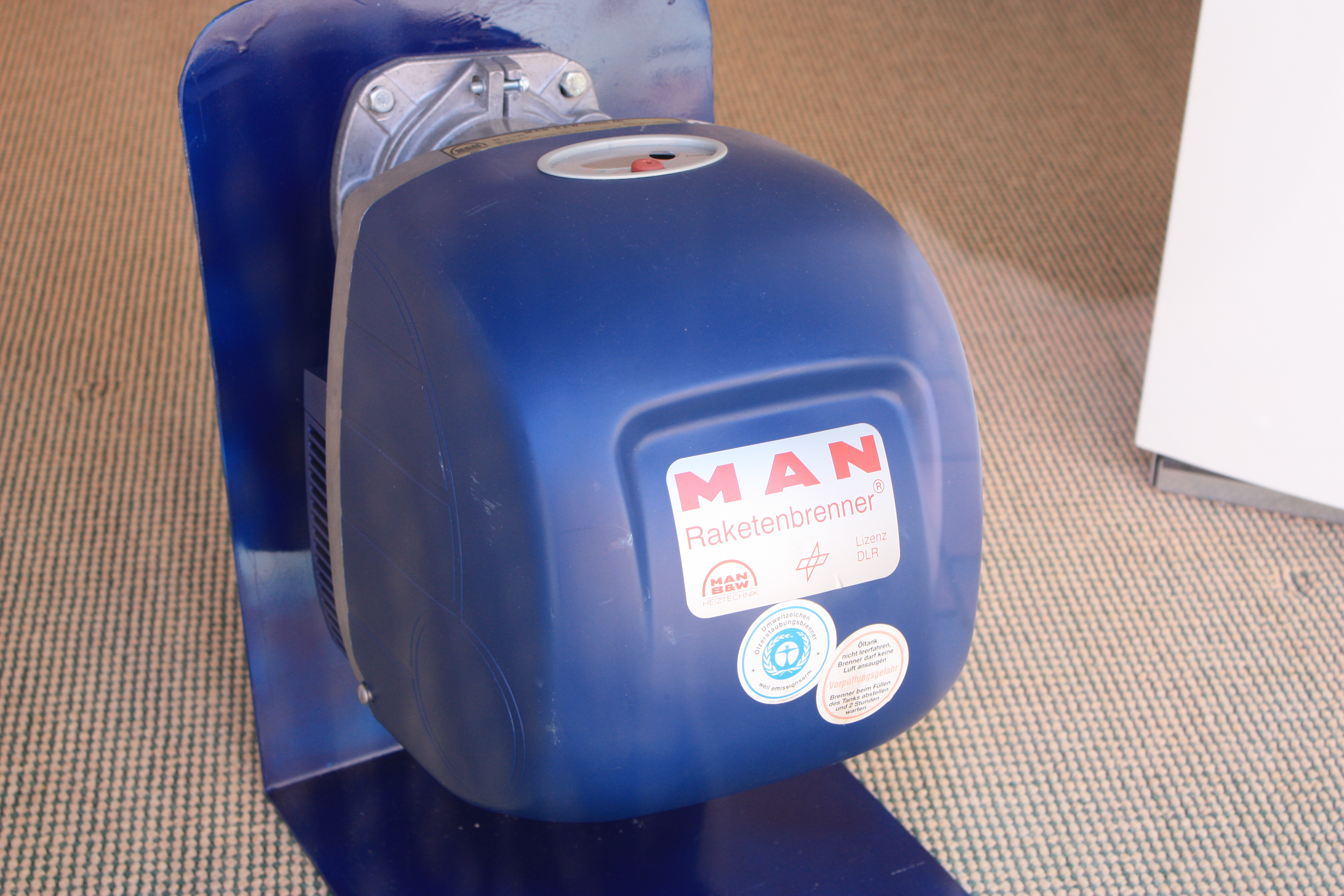
MAN-Raketenbrenner

1953 übernahm MAN die Firma WAHODAG und stieg damit in die Produktion von Schiffsturbinen und Ölzerstäubern ein. Ab 1969 wurden als MAN Heiztechnik auch Ölzerstäubungsbrenner für Einzelhausheizungen hergestellt.
2005 gelangte die Firma durch einen Management-Buy-out an neue Besitzer und firmiert seitdem unter MHG Heiztechnik GmbH.

### MAN Technologie
MAN beteiligte sich mit der Tochtergesellschaft MAN Technologie von Anfang an an der Entwicklung der ARIANE-Trägerraketenserie. Von MAN stammten Technologiekomponenten wie Booster, Treibstoff- und Hochdrucktanks sowie die Turbopumpen. Die MAN Technologie gehört inzwischen zum Luft- und Raumfahrtunternehmen MT Aerospace.

### MAN Logistics
Das Unternehmen geht auf die 1922 in Heilbronn gegründete Erwin Mehne KG zurück, die sich vom Hersteller statischer Stahl- und Schweißkonstruktionen für Brücken und Hallen zu einem der führenden Anbieter förder- und materialflusstechnischer Komponenten, Systeme und Komplettlösungen entwickelte. Bereits 1968 realisierte die damalige Mehne GmbH ihr erstes automatisiertes Hochregallager für den Papiergroßhändler PAGEDA aus Darmstadt.
Im Jahr 1989 übernahm MAN die Mehne GmbH und führte diese mit der 1974 gegründeten Tochtergesellschaft MAN Lager- und Systemtechnik mit Sitz in München zusammen. Der Hauptsitz der neuen MAN Logistics GmbH und die Produktionshallen verblieben in Heilbronn. Mit Wirkung zum 1. April 2005 übernahm eine Investorengruppe um den seit 1997 amtierenden Geschäftsführer Stefan Seidl die MAN Logistics GmbH und überführte sie in die MLOG Logistics GmbH. Im Jahr 2009 zog das Unternehmen mit Hauptsitz und Produktion nach Neuenstadt am Kocher um.
Im April 2010 gab das Unternehmen bekannt, dass die MLOG Logistics GmbH durch die Kardex-Gruppe übernommen werde. Weiter schrieb das Unternehmen: Die Kardex-Gruppe übernimmt zum Preis von rund 30 Millionen Euro die MLOG Logistics GmbH. Das Unternehmen wird am bisherigen Standort Neuenstadt am Kocher unter der Leitung des MLOG-Managements weitergeführt und ergänzt als dritter Geschäftsbereich Kardex MLOG (Automatische Lager- und Materialflusssysteme) die zwei bisherigen Geschäftsbereiche Kardex Remstar und Kardex Stow. 2022 wurde das 100-jährige Jubiläum des Unternehmens gefeiert.

### MAN Aufzugbau
Der Aufzugbau der MAN umfasste neben Standardaufzügen, Fahrtreppen und Bettenaufzügen in Krankenhäusern unter anderem auch Schnellaufzüge wie beispielsweise die des Henninger-Turms, des AfE-Turms in Frankfurt und im Bonner Stadthaus. Produziert wurde im MAN-Werk Gustavsburg bei Mainz. Um 1980 ging der Aufzugbau an Thyssen. Dessen Aufzugbau firmierte bis 1984 unter Thyssen-M.A.N.

## Logo
Das Logo der MAN-Fahrzeuge trägt seit dem Zukauf der Büssing Automobilwerke deren Wappentier, einen stilisierten Braunschweiger Löwen, das Logo des Konzerns war der stilisierte Bogen der Müngstener Brücke.